# هانس فلايشمان
هانس فلايشمان (بالألمانية: Hans Fleischmann)‏ هو لاعب كرة قدم ألماني، ولد في 11 مايو 1898، وتوفي في 28 ديسمبر 1978 في هيبنهايم في ألمانيا. شارك مع منتخب ألمانيا لكرة القدم. أما مع النوادي، فقد لعب مع فالدهوف مانهايم.

## وصلات خارجية
- هانس فلايشمان على موقع قاعدة بيانات كرة القدم.إي يو (الإنجليزية)
- هانس فلايشمان على موقع بيانات كرة القدم. دي إي (الألمانية)
- هانس فلايشمان على موقع ناشيونال فوتبول تيمز (الإنجليزية)
- هانس فلايشمان على موقع عالم كرة القدم.نت (الإنجليزية)